# Damnacanthus indicus
Damnacanthus indicus är en måreväxtart som beskrevs av Carl Friedrich von Gärtner. Damnacanthus indicus ingår i släktet Damnacanthus och familjen måreväxter.

## Underarter
Arten delas in i följande underarter:
- D. i. indicus
- D. i. microphyllus
- D. i. pseudogiganteus